# Jackson Pollock Bar
Jackson Pollock Bar wurde 1993 von Christian Matthiessen in Freiburg gegründet. Das Projekt ist nach dem amerikanischen Maler Jackson Pollock benannt. Von 1996 bis 2014 war das Playback-Performance-Unternehmen als Bar und Club im Theater Freiburg ansässig.

„Der Geschäftszweck der Jackson Pollock Bar ist die Installation von Theorien. Theorien, vor allem ästhetische Theorien, bilden nicht länger einen neutralen, abstrakten Hintergrund der Kunst. Sie sind vielmehr sein materieller Bestandteil geworden. Das Ästhetische ist Diskursiv geworden und der Diskurs ästhetisch. Dies ist die Implosion der Kunst in den Diskurs. Theorien unterscheiden sich von Werken nur auf der Beobachtungsebene erster Ordnung – durch unterschiedliche Qualitäten, Logiken und Erfahrungsmodi. Wenn die Welt zur Ausstellung wird, nämlich zur Selbstausstellung von Beobachtungen, dann kann das Ausstellen kein Privileg der Kunst mehr sein.“

Darsteller der Jackson Pollock Bar sind Martin Horn, Peter Cieslinski, Anna Wouters und Gotthard Lange. Seit 1995 entstehen regelmäßige Kooperationen mit der britischen Konzeptkunstgruppe Art & Language. Arbeiten der Jackson Pollock Bar waren unter anderem 1997 bei der documenta X in Kassel, 1999 im MoMA PS1 New York, 2000 und 2007 im Zentrum für Kunst und Medien, Karlsruhe, 2001 in der Volksbühne Berlin, 2003 im Schauspielhaus Zürich und in der Lisson Gallery, London und 2004 in der Getty Foundation, Los Angeles zu sehen.

## Werkverzeichnis
- 1993: „Klaus Merkel im Gespräch mit Christian Matthiessen“. Elisabeth-Schneider-Stiftung Freiburg
- 1994: „Die Idee des Neuen“ (in Kooperation mit Atelier Klaus Merkel). Freiburger Kulturgespräche im Marienbad, Freiburg
- 1995: „Die Idee des Neuen“ (in Kooperation mit Atelier Klaus Merkel). Kunstraum Wien, Wien
- 1995: „Ad Reinhardt Monologue“ (in Kooperation mit Atelier Klaus Merkel). Adolf Loos Bar, Wien
- 1995: „Phil Guston: Dia-Vortrag“ (in Kooperation mit Atelier Klaus Merkel). Kunstraum Wien, Wien
- 1997: „Art & Language: We aimed to be Amateurs“. Documenta X, Kassel
- 1999: „Art & Language Paints a Picture“, en Catala in der Fundacio Antoni Tapies, Barcelona
- 1999: „Art & Language Paints a Picture“, in Englisch P.S. 1, New York
- 2000: „Harald Schmidt ist Niklas Luhmann in: Weltkunst“. Video. Art & Language & Luhmann II, ZKM Karlsruhe
- 2000: „Art &Language Sings a Song“, Art &Language & Luhmann II, ZKM Karlsruhe
- 2001: „Für immer Hollywood“. Heiner Müller interviewt von Frank Raddatz, Volksbühne Berlin
- 2002: „Victorine Meurend interviews Art & Language“. Musee l'Art Contemporaine Lille
- 2002: „Das Ende der Politik“. Harald Schmidt als Niklas Luhmann im Gespräch. Video und Performance, Schauspielhaus Zürich
- 2003: „Victorine Meurend interviews Art & Language“. Lisson Gallery London
- 2004: Art & Language's „Theses On Feuerbach“. The Getty Center Los Angeles
- 2005: „Art & Language Paints a Picture“. Art & Language & Luhmann III, ZKM Karlsruhe
- 2006: „Institutional Critique As Institution“, with Our Literal Speed, Leeds UK
- 2006: „Wie lange dauert der Kapitalismus, Herr Luhmann ?“ Münchner Kammerspiele, München
- 2007: Art & Language's „Theses On Feuerbach“ at unitednationsplaza Berlin
- 2008: „Re-education: Die Brickner-Konferenz“. HAU 3 Berlin
- 2008: „Utopia Station *2003“, „Art & Language Sings A Song“. Our Literal Speed, ZKM Karlsruhe
- 2009: „Weibel“, „Picasso - Braque“, „Art & Language with Mayo Thompson“, Our Literal Speed, University of Chicago und Chicago Art Institute, Chicago
- 2009: „Announcing Press Conference“ of the UAE pavillon for the Venice Biennial, Dubai und Venedig
- 2011: „Joseph Beuys in America“ CUNY Graduate Center Gallery and Martin E. Segal Theatre, City University of New York, New York
- 2011: „Gottfried Benn über Auden's“ „Das Zeitalter der Angst“. Art Masters Davos, Davos
- 2012: „Über die ästhetische Erziehung des Menschen“, in Kooperation mit Our Literal Speed, Universität Princeton, Princeton USA
- 2012: „El Neoliberal Götterdämmerung“ in Kooperation mit Our Literal Speed, documenta 13 Kassel
- 2012: „OTMA & LUNL“ Art & Language & Luhmann On Tour. Theorie-Roman in the Style of the Jackson Pollock Bar von Christian Matthiessen, Kadmos Verlag Berlin. Buchvorstellung in der„Denkerei“ Berlin und im ZKM Karlsruhe
- 2013: „Die Idee des Neuen“. Mit Schauspielschülern der Bayerische Theaterakademie August Everding München und SWR 2 Essay
- 2013: „The Human Snapshot“ at the „The Flood of Rights“ Conference LUMA in Arles
- 2013: „Confession: Art & Language Interviewed by Carles Guerra“. MACBA Barcelona
- 2014: „Nobody Spoke“ Art & Language Opening at Lisson Gallery London
- 2014: „Der Hang zum Gesamtkunstwerk“. ZKM Karlsruhe
- 2014: „Above All: No Journalists !“. Jacques Derrida Lecture. ZKM Karlsruhe
- 2014: „L' Occhio di Dio“. Theorie-Film mit Bazon Brock und Niklas Luhmann Uraufführung ZKM Karlsruhe
- 2015: „Der Hang zum Gesamtkunstwerk“ in der „Denkerei“ Berlin
- 2015: „Wayne Koestenbaum Interview“. Performance at the REDCAT Gallery Los Angeles
- 2015: „Sighs trapped by Liars“. Art & Language on Jacques Louis David - installed in the Style of the Jackson Pollock Bar. HOTEL THEORY at the REDCAT Gallery Los Angeles
- 2016: „Interview: Victorine Meurend with Art & Language“ im Chateau Montsoreau sur Loire
- 2017: „Nobody Spoke“, Theorieinstallation in den „Kunstsaelen“ Berlin zur gleichnamigen Ausstellung von Art & Language, Berlin
- 2017: „Die Idee des Neuen - das Philadelphia-Panel mit Ad Reinhardt, Phil Guston u.a.“ im Ursula-Blickle-Lab der Ursula-Blickle-Stiftung, Kraichtal
- 2018: Veröffentlichung des Theorie-Romans „OTMA&LUNL VOL. 2. Miller. In the Style of the Jackson Pollock Bar“ von Christian Matthiessen im Kulturverlag Kadmos Berlin
- 2019: „The Afternoon Interviews“ mit Marcel Duchamp im Ursula-Blickle-Lab der Ursula-Blickle-Stiftung, Kraichtal
- 2021: „Der Hang zum Gesamtkunstwerk“ - Reenactment der Fernsehdiskussion von 1984 mit Bazon Brock, Joseph Beuys, Harald Szeemann, Jobst Siedler und Frei Otto im Rahmen der Veranstaltung „Beuys 2021“ zum 100. Geburtstag Joseph Beuys’ im Von-der-Heydt-Museum in Wuppertal